# Poa tucumana
Poa tucumana là một loài cỏ trong họ hòa thảo, thuộc chi poa.